# 岡田陸
岡田　陸（おかだ　りく、2002年5月26日 - ）は、北海道出身の、日本の柔道選手。階級は90kg級。身長174cm。組み手は右組み。血液型はO型。得意技は大内刈。

## 経歴
柔道は5歳の時に直心館苗穂柔道少年団で始めた。小学校5年の時に全国小学生学年別柔道大会45kg超級で2位になった。国士舘中学2年の時に全国中学校柔道大会の団体戦で優勝、近代柔道杯では2位となった。3年の時には全国中学校柔道大会の個人戦90kg超級と団体戦で3位、マルちゃん杯では優勝した。国士舘高校1年の時には全国高校選手権の団体戦で優勝した。2年の時には金鷲旗とインターハイの団体戦でも優勝して、高校団体3冠(全国高校選手権、金鷲旗、インターハイ)を達成した。2021年に国士舘大学へ進むと、1年の時には全日本ジュニアで優勝した。2年の時には優勝大会で2位になった。
3年の時には優勝大会で優勝、学生体重別と体重別団体ではともに3位だった。4年の時には学生体重別で優勝、講道館杯では3位になった。グランプリ・リンツでは3位だった。2025年に旭化成の所属となると、体重別では決勝で世界チャンピオンであるパーク24の田嶋剛希に有効で敗れて2位だった。グランドスラム・ウランバートルでは決勝でウズベキスタンのウマル・ボゾロフを崩袈裟固で破るなどオール一本勝ちして、IJFワールド柔道ツアー初優勝を飾った。
IJF世界ランキングは1000ポイント獲得で65位(25/7/20現在)。

## 戦績
- 2013年 -　全国小学生学年別柔道大会　2位(45kg超級)
- 2016年 -　全国中学校柔道大会　団体戦　優勝
- 2017年 -　近代柔道杯　2位
- 2017年 -　全国中学校柔道大会　個人戦　3位(90kg超級)　　団体戦　3位
- 2017年 -　マルちゃん杯　団体戦　優勝
- 2019年 -　全国高校選手権　団体戦　優勝
- 2019年 -　金鷲旗　優勝
- 2019年 -　インターハイ　団体戦　優勝
- 2021年　- 全日本ジュニア　優勝
- 2022年 -　スペインジュニア国際　2位
- 2022年 -　優勝大会　2位
- 2023年 -　優勝大会　優勝
- 2023年 -　学生体重別　3位
- 2023年 -　体重別団体　3位
- 2024年 -　学生体重別　優勝
- 2024年 -　講道館杯　3位
- 2025年 -　グランプリ・リンツ　3位
- 2025年 -　体重別　2位
- 2025年 -　グランドスラム・ウランバートル 優勝

(出典、JudoInside.com)